# Rdzawoporka żelazista

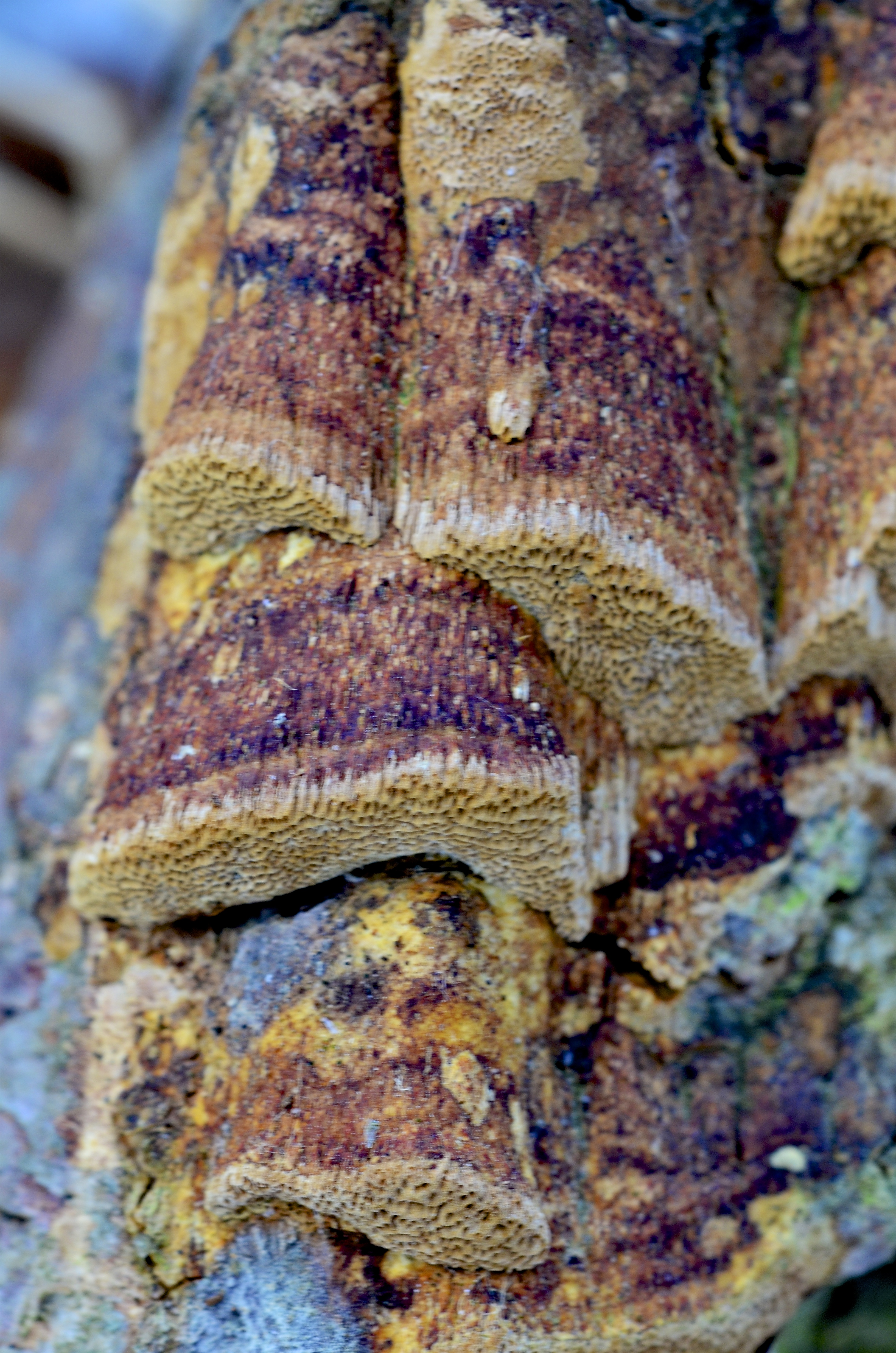

Rdzawoporka żelazista, czyreń żelazisty (Fuscoporia ferrea (Pers.) G. Cunn.) – gatunek grzybów z rodziny szczeciniakowatych (Hymenochaetaceae).

## Systematyka i nazewnictwo
Pozycja w klasyfikacji według Index Fungorum: Fuscoporia, Hymenochaetaceae, Hymenochaetales, Incertae sedis, Agaricomycetes, Agaricomycotina, Basidiomycota, Fungi.
Po raz pierwszy takson ten opisał w 1825 r. Christiaan Hendrik Persoon nadając mu nazwę Polyporus ferreus. Potem zaliczany był do różnych rodzajów. Obecną, uznaną przez Index Fungorum nazwę nadał mu Gordon Herriott Cunningham w 1948 r.
Ma 17 synonimów. Niektóre z nich:
- Phellinus ferreus (Pers.) Bourdot & Galzin 1928
- Poria cinnamomea Rick 1937
- Poria subcanescens Rick 1960
- Poria vestita Rick 1960[2].

W 1965 r. Stanisław Domański nadał mu polską nazwę czyreń żelazisty. Wówczas gatunek ten zaliczany był do rodzaju Phellinus (czyreń), po przeniesieniu do rodzaju Fuscoporia nazwa stała się niespójną z nazwą naukową. W 2021 r. Komisja ds. Polskiego Nazewnictwa Grzybów zarekomendowała nazwę rdzawoporka żelazista.

## Morfologia
Owocnik
Wieloletni, rozpostarty, o szerokości do 23 cm, zdrewniały, trudny do oddzielenia od podłoża. Brzeg płodny lub wąsko sterylny, żółtawobrązowy, owłosiony, o szerokości do 2 mm. Powierzchnia hymenialna żółtawobrązowa, często intensywnie spękana, pory okrągłe, 6–7 na mm, z grubymi, całymi brzegami. Kontekst żółtawobrązowy, korkowaty, bezstrefowy, o grubości do 1 mm, warstwy rurek niewyraźnie uwarstwione, tej samej barwy co kontekst i tworzące z nim zwartą warstwę, każda warstwa ma grubość około 1 cm.
Cechy mikroskopijne
System strzępkowy dimityczny. Strzępki kontekstowe w KOH ciemnobrązowe do prawie szklistych, grube lub cienkościenne, z rzadkimi rozgałęzieniami, rzadko proste, o średnicy 2–4,5 µm, strzępki w tramie podobne. Szczecinki obfite, szydłowate do lekko brzuchatych, 22–29 × 6–7 µm. Podstawki maczugowate, 4-sterygmowe, 12–14 × 5–6 µm. Bazydiospory cylindryczne, szkliste, gładkie, nieamyloidalne, 5–7,5 × 2–2,5 µm.
Gatunki podobne
Podobna jest rdzawoporka drobnopora (Fuscoporia ferruginosa), która pospolicie występuje na drewnie drzew liściastych. Rdzawoporka żelazista odróżnia się od niej krótszymi zarodnikami i zwykle występującymi szczecinkami w rurkach i kontekście.

## Występowanie i siedlisko
Występuje na niektórych wyspach i na wszystkich kontynentach poza Antarktydą. W Polsce pierwsze stanowisko tego gatunku podała Anna Bujakiewicz w Beskidzie Żywieckim w 1970 r., później notowany był jeszcze na dwóch innych stanowiskach. Znajduje się na Czerwonej liście roślin i grzybów Polski. Ma status I – gatunek o nieokreślonym zagrożeniu.
Grzyb nadrzewny występujący w lasach. W Polsce notowany na leżących na ziemi kłodach świerka pospolitego (Picea abies). Występuje jednak na wielu innych gatunkach drzew iglastych i liściastych, a także krzewów i innych roślin należących do rodzajów: jodła Abies, klon Acer, olsza Alnus, świdośliwa Amelanchier, chruścina Arbutus, mącznica Arctostaphylos, brzoza Betula, kasztan Castanea, Castanopsis, dereń Cornus, leszczyna Corylus, głóg Crataegus, jesion Fraxinus, Gauttheria, pełnokrężnik Holodiscus, litokarpus Lithocarpus, woskownica Myrica, pęcherznica Physocarpus, świerk Picea, topola Populus, śliwa Prunus, daglezja Pseudotsuga, dąb Quercus, sumak Rhus, róża Rubus, wierzba Salix, żywotnik Thuja, choina Tsuga, Umbellularia i borówka Vaccinium.
Powoduje białą zgniliznę drewna.